# أندرس أسكيفولد
أندرس أسكيفولد Anders Askevold (1834 – 1900) رسام نرويجي تخصص في رسم المناظر الطبيعية.
ولد في أسكفول بالنرويج، ودرس الرسم في باريس وميونخ ثم في دوسلدورف ثلاث سنوات على يد البروفيسور هانس غودي. ثم في باريس.
وعاد إلى النرويج عام 1866 واستقر في بيرغن. ثم رحل إلى دوسلدورف وبها مات.
عرضت لوحاته في معارض دولية عديدة في مدن منها: لندن وباريس وفيينا وفيلادلفيا. وحصل في لندن عام 1884 على الجائزة الذهبية. وأقيم نصب تذكاري له في مسقط رأسه أسكفول عام 1934. وقد بيعت إحدى لوحاته عام 2009 بمبلغ خمسة آلاف جنيه إسترليني.

## معرض صور

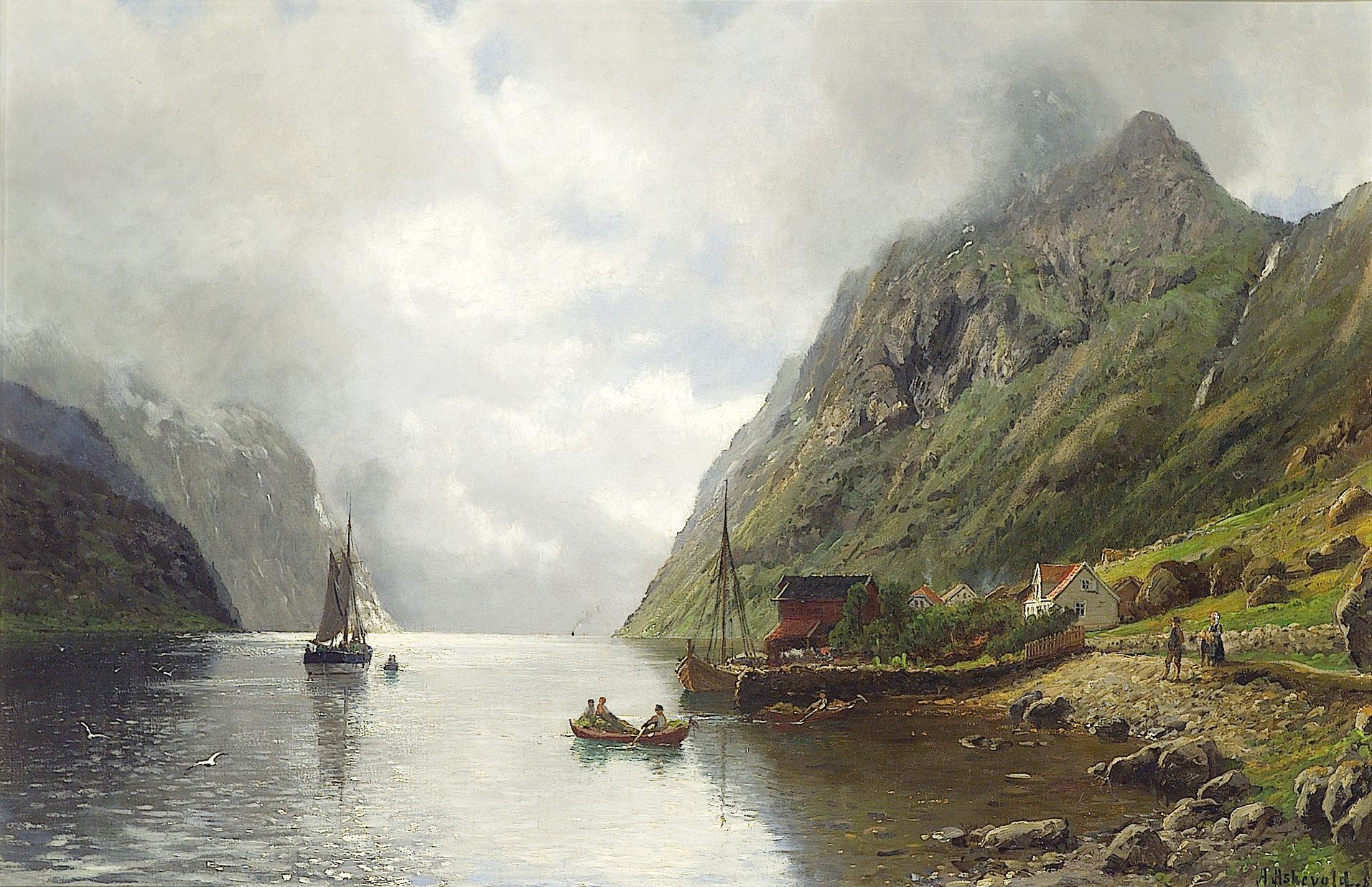
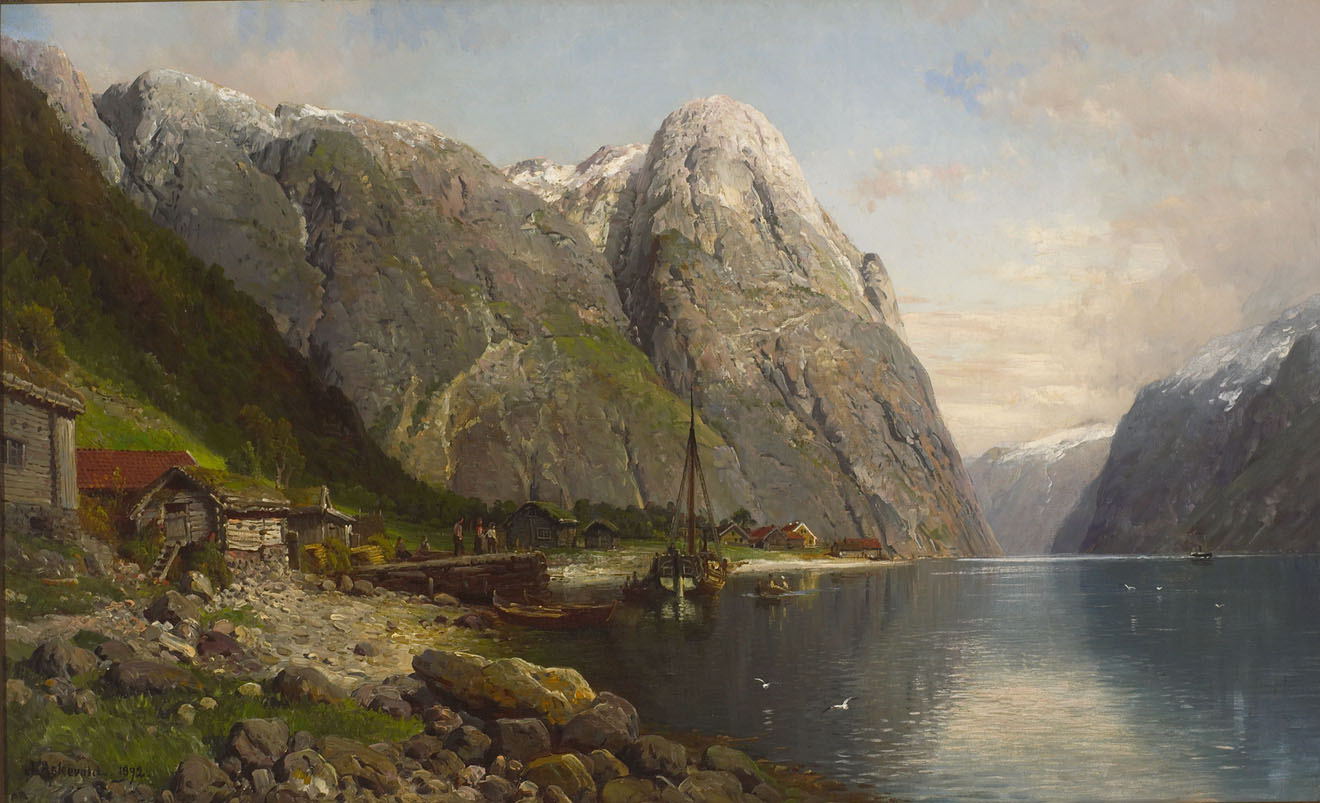
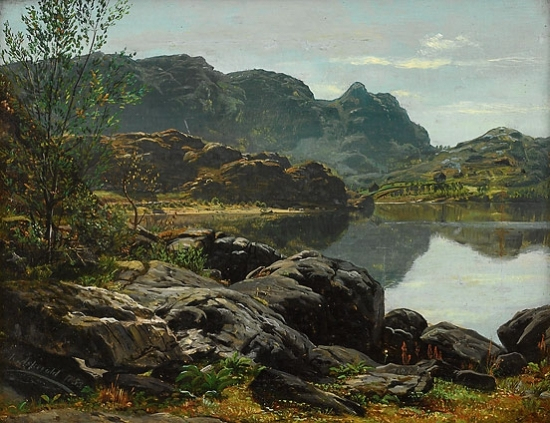
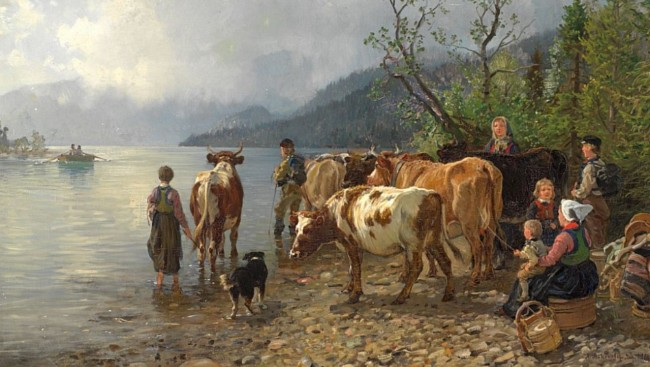